# Strawn
|  | Per a altres significats, vegeu «Strawn (Illinois)». |

Strawn és una població dels Estats Units a l'estat de Texas. Segons el cens del 2000 tenia 739 habitants.

## Demografia
Segons el cens del 2000, Strawn tenia 739 habitants, 299 habitatges, i 194 famílies. La densitat de població era de 361,2 habitants per km².
Dels 299 habitatges en un 33,4% hi vivien nens de menys de 18 anys, en un 45,2% hi vivien parelles casades, en un 12% dones solteres, i en un 35,1% no eren unitats familiars. En el 33,4% dels habitatges hi vivien persones soles el 18,4% de les quals corresponia a persones de 65 anys o més que vivien soles. El nombre mitjà de persones vivint en cada habitatge era de 2,47 i el nombre mitjà de persones que vivien en cada família era de 3,14.
Per edats la població es repartia de la següent manera: un 30% tenia menys de 18 anys, un 8,5% entre 18 i 24, un 27,3% entre 25 i 44, un 18% de 45 a 60 i un 16,1% 65 anys o més.
L'edat mediana era de 36 anys. Per cada 100 dones de 18 o més anys hi havia 87,3 homes.
La renda mediana per habitatge era de 26.618 $ i la renda mediana per família de 30.268 $. Els homes tenien una renda mediana de 30.000 $ mentre que les dones 17.232 $. La renda per capita de la població era de 13.707 $. Aproximadament el 7,9% de les famílies i el 14,9% de la població estaven per davall del llindar de pobresa.

## Poblacions properes
El següent diagrama mostra les poblacions més properes.